# Mistério das três estrelas

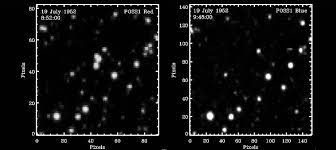
Imagens retiradas pelo Observatório Palomar que mostra o desaparecimento do conjunto das três estrelas.

O Mistério das três estrelas foi um fenômeno ocorrido em 19 de julho de 1952 no Observatório Palomar localizado em San Diego em Califórnia, na qual o Observatório Palomar em cerca de 8 horas e 52 minutos da noite detectou no céu noturno um conjunto de três estrelas com a magnitude aparente de 15, como parte de um projeto a mapeamento do céu noturno que envolveria fotografar múltiplas vezes a mesma região do céu noturno para detectar objetos astronômicos poucos luminosos. Às 21 horas e 45 minutos, a mesma região do conjunto de estrelas foi detectada e fotografada novamente, apontando o desaparecimento delas.

## Explicação
Originalmente, acreditava-se em que uma única estrela oscilando em uma frequência de alta e baixa luminosidade, gerou uma luminosidade, enquanto um buraco negro de massa estelar tenha se movimentado entre a estrela e o nosso ponto de vista, o que iria fazer com que a luz emitida pela estrela entrasse distorção na foto e geraria três imagens da mesma estrela. Ulteriormente, esta hipótese foi recusada, já que fenômenos assim foram registrados e em alguns casos, as estrelas estavam separadas por minutos de arco, que dificultaria a formação deste fenômeno por lentes gravitacionais.
Com isso, foi estimado que as estrelas que formavam este conjunto não podiam estar além de 2 anos-luz de distância de si mesmas, formando a hipótese que elas poderiam ser objetos astronômicos localizados na Nuvem de Oort que por algum fenômeno, está emitindo luz. Em observações posteriores, esses objetos astronômicos não foram detectados, pois seguiram suas órbitas no espaço.
Ulteriormente, uma terceira hipótese surgiu, esta hipótese sugeri que estas estrelas não eram objetos astronômicos, mas poeira radioativa. Já que o Observatório Palomar não fica muito distante de desertos do Novo México que ocorreram testes nucleares e a poeira radioativa e a radiação proveniente dos testes nucleares podem ter contaminado as placas fotográficas. Sendo esta a teoria mais aceita.